# Doug Henry
Doug Henry (Milford, 6 settembre 1969) è un pilota motociclistico statunitense ex-crossista (ha vinto tre titoli National) partecipante al campionato AMA Supermoto. È da considerare uno dei piloti storici per la supermoto statunitense, nella quale ha corso dal debutto della specialità fino al 2007, quando si dovette ritirare dalle corse per infortunio.
Dopo il ritiro è diventato uno dei principali promoter della supermoto americana. Nel 2005 è stato inserito nella Motorcycle Hall of Fame

## Palmarès
- 1989: 34º posto Campionato AMA Motocross classe 125
- 1989: 27º posto Campionato AMA Supercross East Coast classe 125
- 1990: 15º posto Campionato AMA Motocross classe 125
- 1990: 5º posto Campionato AMA Supercross East Coast classe 125
- 1991: 7º posto Campionato AMA Motocross classe 125
- 1991: 3º posto Campionato AMA Supercross East Coast classe 125
- 1992: 4º posto Campionato AMA Motocross classe 125
- 1992: 3º posto Campionato AMA Supercross East Coast classe 125
- 1993: Campione AMA Motocross classe 125 (su Honda)
- 1993: Campione AMA Supercross East Coast classe 125 (su Honda)
- 1994: Campione AMA Motocross classe 125 (su Honda)
- 1994: 7º posto Campionato AMA Supercross (su Honda)
- 1995: 15º posto Campionato AMA Motocross classe 250 e infortunio
- 1995: 5º posto Campionato AMA Supercross
- 1996: 11º posto Campionato AMA Motocross classe 250 (su Yamaha)
- 1996: 18º posto Campionato AMA Supercross (su Yamaha)
- 1997: 15º posto Campionato AMA Motocross classe 250 (su Yamaha)
- 1997: 7º posto Campionato AMA Supercross (su Yamaha)
- 1998: Campione AMA Motocross classe 250 (su Yamaha)
- 1998: 7º posto Campionato AMA Supercross (su Yamaha)
- 1999: 6º posto Campionato AMA Motocross classe 250 (su Yamaha)
- 1999: 25º posto Campionato AMA Supercross (su Yamaha)
- 2000: 32º posto Campionato AMA Motocross classe 250
- 2001: 43º posto Campionato AMA Motocross classe 125
- 2001: 32º posto Campionato AMA Motocross classe 250
- 2002: 32º posto Campionato AMA Motocross classe 250
- 2003: 36º posto Campionato AMA Motocross classe 250
- 2003: 2º posto Campionato AMA Supermoto (su Yamaha)
- 2004: 3º posto Campionato AMA Supermoto (su Honda)
- 2004: 14º posto X-Games Supermoto di Los Angeles (su Honda)
- 2005: 13º posto Campionato AMA Supermoto (su Yamaha) e infortunio
- 2005: Medaglia d'oro X-Games Supermoto di Los Angeles (su Yamaha)
- 2005: 4º posto Guidon D'or di Parigi (su Honda)
- 2006: 2º posto Campionato AMA Supermoto (su Yamaha)
- 2006: Medaglia di bronzo X-Games Supermoto di Los Angeles (su Yamaha)